# Кав’ярня «Таро»
Кав’ярня «Таро» (кор. 타로 카페, трансліт. Talo Kape) — манхва Пак Сан Суна видавництва Sigongsa. У Кореї було опубліковано сім томів. В Україні випускається видавництвом Manga Media. Кожен розділ починається або закінчується модифікованою картою Таро, часто пов'язаною з історією, в якій відомі комерційні колоди Таро замінені сюжетними персонажами.

## Сюжет
У сучасній Великій Британії Памела є власницею загадкової Кав'ярні «Таро». Після півночі вона приймає надприродних клієнтів, які приходять до неї за порадами через таро-читання. Від котів до фей і вампірів — вони розповідають їй свої історії, а вона розкриває їхнє минуле, теперішнє та майбутнє через карти. В обмін на її поради вони платять їй намистинами з намиста Беліала, які Памела збирає для своїх власних таємних цілей.

## Персонажі
- Памела: Памела залишилася сиротою в одинадцять років, коли її мати була спалена на вогнищі за чаклунство. Завдяки благанням матері, її змилували, незважаючи на здатність передбачати майбутнє. Священник, який забрав її з села, залишив Памелу в лісі. Після випадкової зустрічі її знайшов дракон на ім'я Еш, який став її вихователем і, зрештою, коханцем. Через багато років Еш був убитий, і, помираючи в обіймах Памели, він випадково передав їй своє безсмертя через краплю крові з його серця, що залишила на її лобі таємничий знак. Після багатьох безуспішних спроб покінчити з життям різними способами, вона уклала угоду з Белусом. В обмін на збір намистин з намиста Беліала, він погодився вбити її. Тепер, через сотні років, Памела є мудрою власницею кав'ярні «Таро».
- Белус: Таємничий молодий чоловік з близькими зв'язками з Памелою. Белус часто буває в її кафе, щоб дратувати її або робити цинічні зауваження про людство та її клієнтів. Коли вони вперше «зустрічаються», він стверджує, що є князем Пандемонія. Після того як її скидають у воду як відьму, він рятує її від натовпу. Він часто курить маленьку опіумну люльку. Мінливий і зневажливий, він тим не менше показує свою серйозну сторону, особливо коли Памела опиняється під загрозою. Він готовий вбити багатьох, щоб врятувати її життя. Це може бути через те, що він уклав угоду з нею: в обмін на те, що вона збере всі частини містичного «намиста Беліала», він покінчить з її безсмертям. У нього також є дивний зв'язок з Ешем і Небіросом, і здається, що він знає або все, або нічого про будь-яку конкретну тему. Він часто виявляється залученим до різних подій, де його зовсім не чекають.
- Аарон: Побитий та врешті проданий своїм алкоголіком-батьком, Аарон — молодий хлопець, який колись був супутником демона на ім'я Небірос, котрий виконував його найпотаємніші бажання. Однак він зрештою розчарувався в замку Небіроса і був заманений утішною компанією молодої пастушки, яка переконала його втекти з нею. Проте, коли він покинув замок, вона перетворилася на вовкулаку і вкусила його з наміром з'їсти. Хоча Небірос прибув вчасно, щоб врятувати його, він був вражений зрадою свого молодого підопічного і залишив його. З укусом від вовкулаки, Аарон тепер проклятий перетворюватися на вовкулаку щоразу при повному місяці. Після того, як Памела забрала його з вулиць і зробила розклад карт, вона найняла його на роботу в свою кав'ярню.
- Небірос: Загадкова постать і прийомний батько Аарона. Він стверджує, що є демоном, хоча найчастіше асоціюється з вовкулаками, які бояться його, але й обожнюють. Декілька років тому він «купив» Аарона у його п’яного батька і заманив його в ізольований замок. Він надає хлопцю все, що той бажає, і незабаром бере його у довірені. Проклятий «силами світла» (можливо, через те, що став на бік Люцифера та повстанців-ангелів під час Небесної війни), Небірос страждає від нестерпного болю та змушений залишатися в ізоляції. Незважаючи на це прокляття, він є могутнім демоном, здатним перетворювати підлеглих на камінь одним доторком до свого печатного кільця. Після зради Аарона, він залишає хлопця і йде в самітність. Дивно, але він, здається, знайомий з Белусом, хоча не виявляє до нього ніякої симпатії.
- Еш № 1: Еш — це ім'я двох майже ідентичних чоловіків з інтимними зв'язками з Памелою: один був її колишнім учителем і коханцем, а інший — таємничим молодим чоловіком, який раптово з’являється на порозі її дому. Минулі часи, коли Еш був драконом великого рангу, хоча він був добрим, трохи розсіяним відлюдником, на відміну від його найкращого друга, серйозного, запального, але відданого імператора Алекто. Однак це була лише обманка, хоча він і любив Памелу, він сам визнає, що любить себе більше, і Беліал сам описує його як «найхолоднішу людину», яку він коли-небудь зустрічав. Еш знайшов Памелу після страти її матері і виховав її, зрештою закохавшись у неї, попри застереження Алекто. Ідилічне існування Памели та Еша було швидко зруйноване його смертю, і передачею його безсмертя їй через першу краплю крові з його серця. Незважаючи на свою любов до Памели та справжню прихильність до Алекто, він насправді ненавидів життя, описуючи своє серце як камінь, і прагнув лише померти, що призвело до трагічної низки подій, результатом яких стало страждання Памели і її спадок його безсмертя.
- Еш № 2: Теперішній Еш, здається, не має спогадів про своє минуле, але при цьому, здається, притягує найгірше оточення. Попри його милий, майже наївний вигляд, насправді він є жорстоким соціопатом, якому не складає труднощів катувати і спокушати інших просто для розваги. Його виховувала ворожка Кора з самого дитинства, хоча він не виявляє до неї няіких почуттів. Він має подібні стосунки з Белусом, здатний загрожувати йому без наслідків, хоча через справжню природу Белуса не зовсім зрозуміло, наскільки з цього Белус просто терпить його для власних цілей. За його словами, Белус був його вчителем і другом, але покинув його заради Памели, через що він почав її ненавидіти. Згодом його викрадає збентежений Алекто, і після невдалої спроби спокушання він знепритомніє при вимові повного імені минулого Еша. Коли його повертають, він знову починає слідувати за кроками Памели та Кори, що кульмінує у руйнівному розкритті його минулого і призначення. Алекто повідомляє Ешу, що він лише лялька, створена Беліалом і оживлена коштовним каменем з намиста Беліала.
- Алекто: Ще один дракон з часів Темної Англії, імператор драконів з похмурим пророцтвом, що нависає над ним: день, коли він закохається в людську жінку, стане днем його смерті. Хоча він є другом Еша, він ставиться до нього з відкритим презирством і грубою турботою, особливо щодо того, як Еш виховує Пам, і, якби той був жінкою, Алекто б запліднив його, щоб продовжити рід.
- Беліал: Фігура, подібна до диявола. Відомий як Король Страху і Обману, Лорд Вогню, Великий Принц і Дворянин Злоби (серед інших титулів) і має велику силу в пеклі, рівну лише Небіросу. Протягом серії натякається, що, попри те, що він є дияволом, насправді він просто нудьгує, а не є злом. Однак через свою силу він не має поваги до більшості людей і розглядає їх як фігури на шахівниці у своїх іграх, щоб розважити себе. Ці ігри, зазвичай, є жорстокими і злісними, незалежно від того, що він відчуває до самих осіб.

## Публікація
Ліцензія на випуск манхви англійською мовою у Північній Америці надана видавництвом Tokyopop, яке опублікувало сім томів з 8 березня 2005 року по 10 червня 2008 року. Серіал також ліцензований в Україні видавництвом Manga Media, у Бразилії NewPop Editora та у Франції Soleil Manga.